# El Capitan (Arizona)
El Capitan (designação em castelhano, também designado por Aghaałą́  pelo povo Navajo ou Agathla Peak) é um pico situado no Monument Valley que tem 2163 m de altitude e 438 m de proeminência topográfica. Esta localizado no estado do Arizona nos Estados Unidos. É considerada uma montanha sagrada pelos Navajos.
Está situado a algumas milhas a norte de Kayenta.